# Raymond Louis Wilder
Raymond Louis Wilder (Palmer (Massachusetts), 3 de novembro de 1896 — Santa Bárbara (Califórnia), 7 de julho de 1982) foi um matemático estadunidense. Especialista em topologia, gradualmente adquiriu interesse filosófico e antropológico.